# 1948年サンモリッツオリンピックのフランス選手団
1948年サンモリッツオリンピックのフランス選手団（1948ねんサンモリッツオリンピックのフランスせんしゅだん）は、1948年1月30日から2月8日までスイスのサンモリッツで開催された1948年サンモリッツオリンピックのフランス選手団、およびその競技結果。

## 概要
今大会は金メダル2個、銀メダル1個、銅メダル2個の合計5個のメダルを獲得した。
メダル獲得となったのは全てアルペンスキー男子で、アンリ・オレーユは3種目全てでメダルを獲得した。

## メダル
| メダル | 選手名             | 競技           | 種目     |
| ------ | ------------------ | -------------- | -------- |
| 金     | アンリ・オレーユ   | アルペンスキー | 男子滑降 |
| 金     | アンリ・オレーユ   | アルペンスキー | 男子複合 |
| 銀     | ジェームズ・クッテ | アルペンスキー | 男子回転 |
| 銅     | アンリ・オレーユ   | アルペンスキー | 男子回転 |
| 銅     | ジェームズ・クッテ | アルペンスキー | 男子複合 |